# Segunda División B de España 2013-14
La temporada 2013–14 de la Segunda División B de España de fútbol corresponde a la 37ª edición del campeonato y se disputó entre el 23 de agosto de 2013 y el 11 de mayo de 2014 en su fase regular. Posteriormente se disputó la promoción de ascenso entre el 17 de mayo y el 22 de junio.

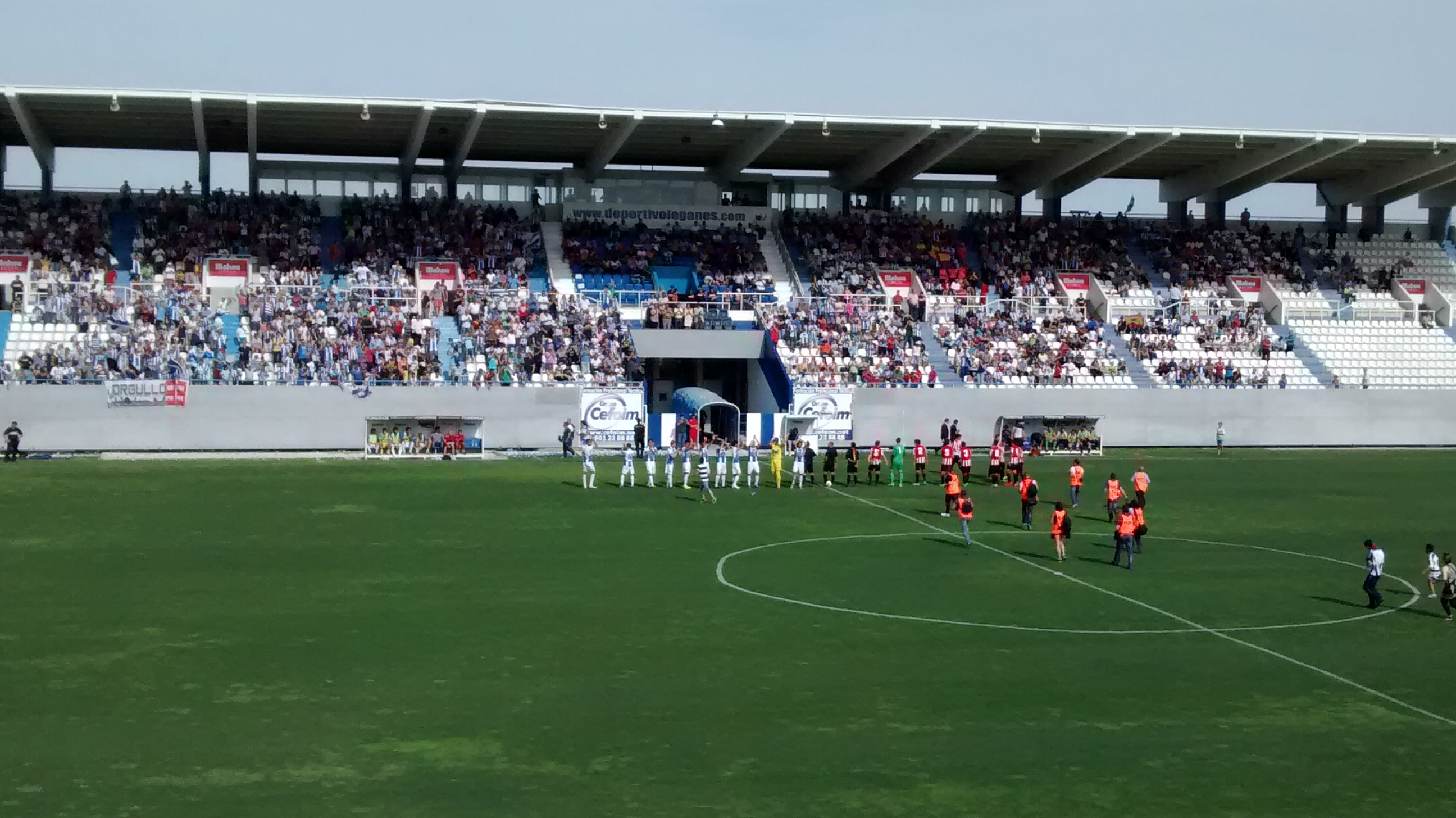
Partido entre el C. D. Leganés y el Bilbao Athletic en el Estadio Municipal de Butarque, jornada 38 del Grupo II (1:0).

## Sistema de competición
Participan setenta y nueve clubes de toda la geografía española, encuadrados en tres grupos de veinte equipos y uno de diecinueve según proximidad geográfica. Se enfrentan en cada grupo todos contra todos en dos ocasiones -una en campo propio y otra en campo contrario- durante un total de 38 jornadas. El orden de los encuentros se decide por sorteo antes de empezar la competición. La Real Federación Española de Fútbol es la responsable de designar a los árbitros de cada encuentro.
El ganador de un partido obtiene tres puntos, el perdedor no suma puntos, y en caso de un empate hay un punto para cada equipo. Al término del campeonato, los cuatro equipos que acumulan más puntos en cada grupo juegan la promoción de ascenso. Esta promoción tiene formato de eliminación directa a doble partido, los primeros clasificados se enfrentan entre sí en emparejamientos que se determinan por sorteo y los dos vencedores ascienden a Segunda División y juegan otra eliminatoria para decidir el campeón de Segunda División B. Los perdedores se unen al resto de eliminatorias que disputan segundos contra cuartos, y los terceros entre sí. Tras disputarse tres rondas eliminatorias los dos equipos vencedores ascienden igualmente a Segunda División.
Los cuatro últimos equipos clasificados de cada grupo descienden a Tercera División. Los decimosextos clasificados juegan la promoción por la permanencia que se disputa por eliminación directa a doble partido y los emparejamientos se determinan por sorteo. Los dos equipos derrotados pierden la categoría.

## Equipos de la temporada 2013/14

### Equipos por comunidades autónomas
| Datos de ascensos y descensos |
| --- |
| CD Guadalajara, SD Huesca y Racing de Santander descienden de Segunda División A. El Xerez CD también descendió pero jugó en Tercera División por motivos económicos. Deportivo Alavés, SD Eibar, Real Jaén CF y CD Tenerife ascienden a Segunda División A. RSD Alcalá, CD Binisalem, Real Betis "B", CD Izarra, Loja CD, RCD Mallorca "B", CD Marino, Orihuela CF, Atlético Osasuna "B", Racing de Santander "B", Rayo Vallecano "B", CD San Roque de Lepe, UD San Sebastián de los Reyes, CD Teruel, UCAM Murcia CF, CF Villanovense, Yeclano Deportivo y Real Zaragoza "B" descienden a Tercera División. También desciende la Gimnástica de Torrelavega por motivos económicos; y el UD Salamanca desaparece. El CE Constància perdió la categoría en la promoción de permanencia, pero la recuperó al adquirir una plaza vacante. Algeciras CF, Burgos CF, RC Celta de Vigo "B", SD Compostela, UB Conquense, Cultural Leonesa, CD El Palo, Elche Ilicitano, Granada CF "B", La Hoya Lorca CF, Las Palmas Atlético, CD Laudio, UE Olot, CD Puerta Bonita, Racing de Ferrol, CD Sariñena, CD Toledo y CD Tropezón ascienden a Segunda División B. También asciende el Córdoba CF "B" que ocupa la plaza del Xerez CD. El Salamanca Athletic Club iba a competir en la categoría, pero no pudo ser inscrito en la competición. |

### Grupo I
En este grupo están los equipos de Galicia (5), Asturias (5), Cantabria (3), Castilla y León (4) y La Rioja (2).
| - RC Celta de Vigo "B" - SD Compostela - Coruxo FC - CD Ourense - Racing de Ferrol - Real Avilés CF - Caudal Deportivo - Club Marino de Luanco - Real Oviedo - Sporting de Gijón "B" |  | - SD Noja - Racing de Santander - CD Tropezón - Burgos CF - Cultural Leonesa - CD Guijuelo - Zamora CF - SD Logroñés - UD Logroñés |

### Grupo II
En este grupo se encuentran los equipos del País Vasco (7), Comunidad de Madrid (6), Canarias (1), Navarra (2), Aragón (2) y parte de Castilla-La Mancha (2).
| - SD Amorebieta - Barakaldo CF - Bilbao Athletic - CD Laudio - Real Sociedad "B" - Real Unión Club - Sestao River Club - Atlético de Madrid "B" - CF Fuenlabrada - Getafe CF "B" |  | - CD Leganés - CD Puerta Bonita - Real Madrid CF "C" - Las Palmas Atlético - Peña Sport FC - CD Tudelano - SD Huesca - CD Sariñena - UB Conquense - CD Toledo |

### Grupo III
En este grupo están los equipos de la Cataluña (10), Comunidad Valenciana (8) e Islas Baleares (2).
| - CF Badalona - RCD Espanyol "B" - Gimnàstic de Tarragona - CE L'Hospitalet - UE Llagostera - Club Lleida Esportiu - UE Olot - AE Prat - CF Reus Deportiu - UE Sant Andreu |  | - CD Alcoyano - Elche Ilicitano CF - Huracán Valencia CF - Levante UD "B" - CD Olímpic de Xàtiva - Ontinyent CF - Valencia CF Mestalla - Villarreal CF "B" - CD Atlético Baleares - CE Constància |

### Grupo IV
En el último grupo se encuentran los equipos de Andalucía (12), Región de Murcia (2), Extremadura (2), parte de Castilla-La Mancha (3) y la ciudad autónoma de Melilla (1).
| - Algeciras CF - UD Almería "B" - Atlético Sanluqueño CF - Cádiz CF - Córdoba CF "B" - Écija Balompié - CD El Palo - Granada CF "B" - RB Linense - Lucena CF |  | - San Fernando CD - Sevilla Atlético - FC Cartagena - La Hoya Lorca CF - Arroyo CP - CP Cacereño - Albacete Balompié - CD Guadalajara - La Roda CF - UD Melilla |

## Resultados y clasificaciones

### Grupo I

#### Clasificación

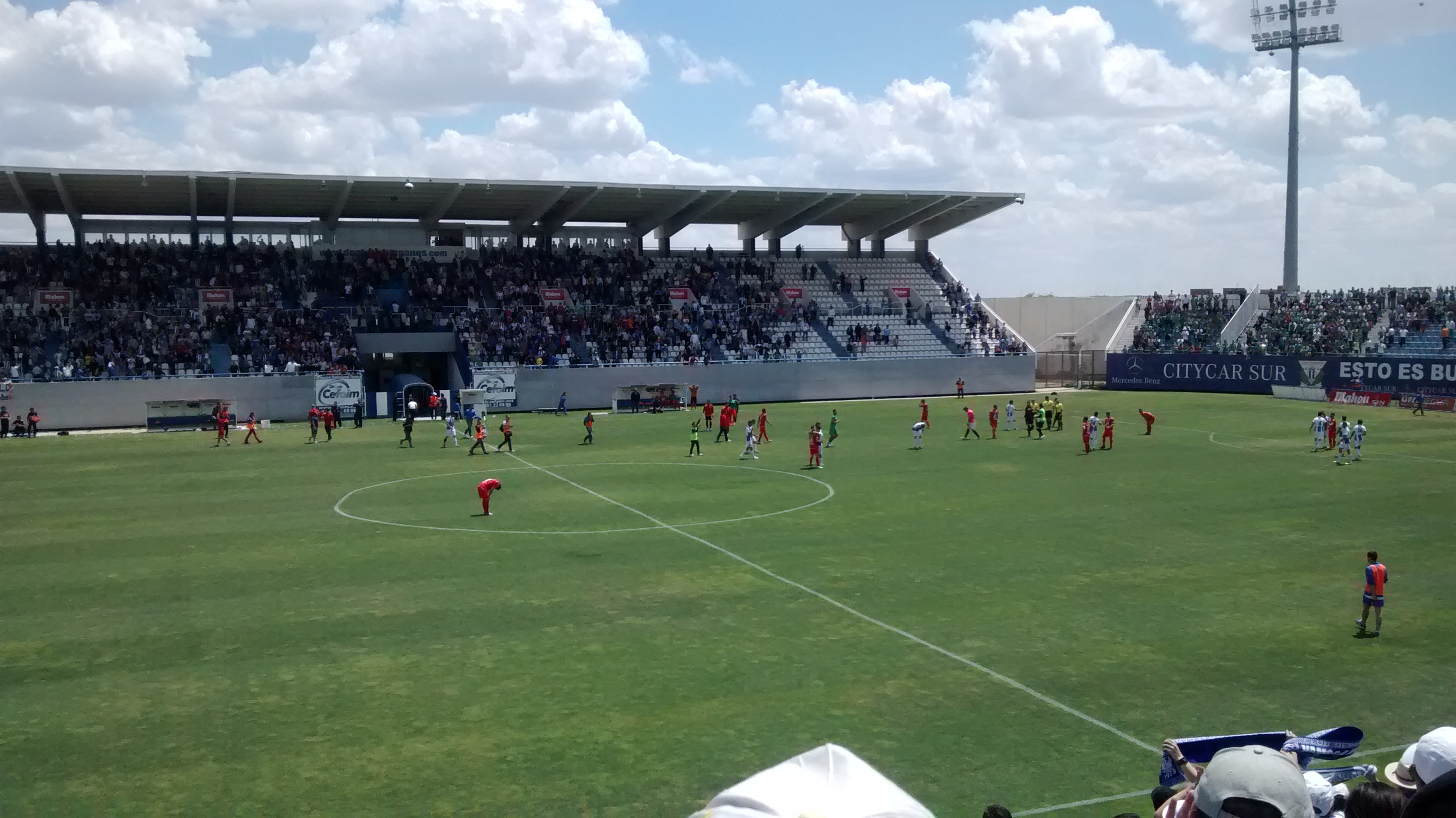
Partido entre el C. D. Leganés y el C.D. Guijuelo en el Estadio Municipal de Butarque, partido de vuelta de la primera ronda del play off de ascenso (1:0).

| Pos. | Equipo                  | Pts. | PJ | G  | E  | P  | GF | GC | Dif. | Clasificación                                   |
| ---- | ----------------------- | ---- | -- | -- | -- | -- | -- | -- | ---- | ----------------------------------------------- |
| 1    | Racing de Santander (A) | 66   | 36 | 17 | 15 | 4  | 55 | 27 | +28  | Acceso a Promoción de ascenso para campeones    |
| 2    | Racing de Ferrol        | 63   | 36 | 17 | 12 | 7  | 58 | 35 | +23  | Acceso a Promoción de ascenso para no campeones |
| 3    | Real Avilés C. F.       | 63   | 36 | 17 | 12 | 7  | 53 | 31 | +22  | Acceso a Promoción de ascenso para no campeones |
| 4    | C. D. Guijuelo          | 60   | 36 | 16 | 12 | 8  | 49 | 31 | +18  | Acceso a Promoción de ascenso para no campeones |
| 5    | Real Oviedo             | 57   | 36 | 16 | 9  | 11 | 52 | 42 | +10  |                                                 |
| 6    | Marino de Luanco        | 54   | 36 | 14 | 12 | 10 | 50 | 34 | +16  |                                                 |
| 7    | Zamora C. F.            | 54   | 36 | 15 | 9  | 12 | 43 | 40 | +3   |                                                 |
| 8    | C. D. Ourense (D)       | 50   | 36 | 13 | 11 | 12 | 36 | 34 | +2   | Descenso a Tercera División                     |
| 9    | Sporting de Gijón "B"   | 50   | 36 | 13 | 11 | 12 | 52 | 50 | +2   |                                                 |
| 10   | Burgos C. F.            | 46   | 36 | 13 | 7  | 16 | 38 | 44 | −6   |                                                 |
| 11   | U. D. Logroñés          | 46   | 36 | 12 | 10 | 14 | 33 | 45 | −12  |                                                 |
| 12   | C. D. Tropezón          | 44   | 36 | 11 | 11 | 14 | 38 | 55 | −17  |                                                 |
| 13   | S. D. Compostela        | 44   | 36 | 10 | 14 | 12 | 53 | 46 | +7   |                                                 |
| 14   | Cultural Leonesa        | 44   | 36 | 10 | 14 | 12 | 39 | 43 | −4   |                                                 |
| 15   | Coruxo F. C.            | 44   | 36 | 11 | 11 | 14 | 38 | 47 | −9   |                                                 |
| 16   | Caudal Deportivo (D)    | 39   | 36 | 9  | 12 | 15 | 41 | 50 | −9   | Acceso a Promoción de permanencia               |
| 17   | S. D. Logroñés (D)      | 38   | 36 | 9  | 11 | 16 | 36 | 52 | −16  | Descenso a Tercera División                     |
| 18   | R. C. Celta de Vigo "B" | 34   | 36 | 9  | 7  | 20 | 37 | 61 | −24  |                                                 |
| 19   | S. D. Noja (D)          | 24   | 36 | 4  | 12 | 20 | 36 | 70 | −34  | Descenso a Tercera División                     |

 Fuente: BDFutbol
Criterios de clasificación: Puntos · Enfrentamientos directos · Diferencia de goles · Goles a favor · Play-off
Notas:
1. 1 2  El C. D. Ourense descendió a Tercera división por impagos a sus jugadores, el R. C. Celta de Vigo "B" adquirió su plaza para la siguiente temporada.[4]

#### Resultados
| Local \ Visitante     | Avi | Bur | Cau | Cel | Com | Cor | Cul | Gui | SLo | ULo | MaL | Noj | Our | Ovi | RFe | RSa | Spo | Tro | Zam |
| --------------------- | --- | --- | --- | --- | --- | --- | --- | --- | --- | --- | --- | --- | --- | --- | --- | --- | --- | --- | --- |
| Real Avilés CF        | —   | 2–0 | 2–2 | 4–0 | 3–1 | 2–0 | 1–1 | 1–0 | 1–0 | 0–0 | 1–0 | 3–1 | 1–0 | 1–2 | 1–1 | 0–2 | 4–0 | 1–1 | 4–0 |
| Burgos CF             | 3–0 | —   | 2–1 | 3–3 | 3–1 | 2–1 | 0–0 | 1–0 | 0–1 | 5–2 | 0–3 | 1–1 | 1–0 | 1–2 | 0–0 | 1–0 | 1–2 | 0–1 | 1–0 |
| Caudal Deportivo      | 0–1 | 1–1 | —   | 3–0 | 0–0 | 3–2 | 2–2 | 2–1 | 2–2 | 1–1 | 1–0 | 3–3 | 2–0 | 0–1 | 1–1 | 1–1 | 2–1 | 2–2 | 0–1 |
| RC Celta de Vigo "B"  | 1–3 | 0–1 | 4–2 | —   | 1–1 | 1–3 | 1–0 | 1–3 | 2–2 | 4–0 | 1–0 | 2–3 | 1–0 | 2–2 | 0–1 | 1–0 | 1–2 | 0–1 | 0–1 |
| SD Compostela         | 0–0 | 3–0 | 2–0 | 2–1 | —   | 3–1 | 3–0 | 1–2 | 3–0 | 2–0 | 2–1 | 1–1 | 1–2 | 1–1 | 4–1 | 0–2 | 1–1 | 2–2 | 4–0 |
| Coruxo FC             | 0–1 | 1–2 | 0–0 | 0–0 | 2–1 | —   | 1–3 | 0–2 | 3–2 | 2–1 | 1–0 | 1–5 | 3–0 | 3–2 | 1–1 | 1–1 | 0–0 | 0–1 | 3–1 |
| Cultural Leonesa      | 2–1 | 3–1 | 1–0 | 1–0 | 2–2 | 1–2 | —   | 1–1 | 2–1 | 3–0 | 0–2 | 1–1 | 1–2 | 1–3 | 2–2 | 0–0 | 1–0 | 3–0 | 1–1 |
| CD Guijuelo           | 1–1 | 1–0 | 3–1 | 2–1 | 1–1 | 1–1 | 0–0 | —   | 1–0 | 1–2 | 0–0 | 3–1 | 2–1 | 2–1 | 2–2 | 3–3 | 0–1 | 2–0 | 0–2 |
| SD Logroñés           | 0–2 | 3–0 | 2–1 | 1–0 | 0–0 | 1–1 | 3–1 | 0–0 | —   | 0–1 | 2–2 | 2–0 | 0–0 | 1–2 | 2–0 | 0–2 | 3–3 | 0–0 | 1–0 |
| UD Logroñés           | 0–1 | 1–1 | 1–2 | 0–2 | 2–0 | 1–0 | 1–1 | 1–1 | 2–0 | —   | 2–1 | 1–1 | 2–0 | 1–4 | 2–2 | 1–1 | 1–0 | 1–0 | 0–1 |
| Club Marino de Luanco | 3–2 | 1–0 | 2–0 | 1–1 | 3–1 | 1–2 | 2–1 | 0–1 | 3–1 | 3–1 | —   | 6–0 | 0–0 | 1–2 | 1–0 | 1–1 | 1–1 | 1–1 | 1–0 |
| SD Noja               | 1–3 | 0–3 | 0–2 | 1–2 | 2–1 | 0–0 | 0–1 | 0–3 | 1–2 | 0–0 | 1–1 | —   | 0–1 | 0–0 | 1–3 | 0–0 | 2–1 | 2–2 | 1–2 |
| CD Ourense            | 0–0 | 3–1 | 1–0 | 0–0 | 1–0 | 3–1 | 1–1 | 0–1 | 3–0 | 0–0 | 2–2 | 1–0 | —   | 2–1 | 1–2 | 0–0 | 1–2 | 3–1 | 1–1 |
| Real Oviedo           | 2–0 | 1–0 | 1–1 | 5–1 | 1–1 | 0–1 | 0–0 | 2–0 | 1–0 | 2–1 | 2–2 | 2–2 | 0–1 | —   | 1–2 | 2–3 | 1–4 | 2–1 | 0–0 |
| Racing de Ferrol      | 2–2 | 1–0 | 2–0 | 2–0 | 2–1 | 0–0 | 1–0 | 0–0 | 6–0 | 1–2 | 0–1 | 4–2 | 3–1 | 0–1 | —   | 3–2 | 3–1 | 4–0 | 3–0 |
| Racing de Santander   | 1–1 | 1–0 | 3–0 | 3–1 | 1–1 | 3–1 | 1–0 | 1–0 | 1–1 | 1–0 | 1–1 | 3–0 | 1–1 | 2–0 | 1–0 | —   | 1–1 | 0–0 | 2–1 |
| Sporting de Gijón "B" | 1–1 | 2–2 | 1–2 | 2–0 | 2–2 | 0–0 | 2–0 | 0–5 | 1–1 | 0–1 | 2–0 | 4–1 | 0–2 | 2–1 | 0–1 | 3–5 | —   | 4–1 | 1–1 |
| CD Tropezón           | 2–1 | 0–1 | 1–0 | 0–2 | 4–3 | 0–0 | 2–2 | 1–3 | 2–1 | 2–0 | 0–2 | 3–1 | 1–1 | 1–2 | 1–1 | 0–5 | 0–2 | —   | 2–0 |
| Zamora CF             | 1–1 | 2–0 | 2–1 | 6–0 | 1–1 | 2–0 | 3–0 | 1–1 | 3–1 | 0–1 | 1–1 | 2–1 | 2–1 | 1–0 | 1–1 | 1–0 | 1–3 | 1–2 | —   |

#### Máximos goleadores
| Pos. | Jugador        | Equipo               | Goles |
| ---- | -------------- | -------------------- | ----- |
| 1.º  | Joselu         | SD Compostela        | 30    |
| 2.º  | Manu Barreiro  | Racing de Ferrol     | 21    |
| 3.º  | Koné           | Racing de Santander  | 18    |
| 4.º  | Álex Arias     | Real Avilés CF       | 14    |
| 5.º  | Borja Iglesias | RC Celta de Vigo "B" | 13    |

### Grupo II

#### Clasificación
| Pos. | Equipo                    | Pts. | PJ | G  | E  | P  | GF | GC | Dif. | Clasificación                                   |
| ---- | ------------------------- | ---- | -- | -- | -- | -- | -- | -- | ---- | ----------------------------------------------- |
| 1    | Sestao River              | 71   | 38 | 21 | 8  | 9  | 61 | 41 | +20  | Acceso a Promoción de ascenso para campeones    |
| 2    | C. D. Leganés (A)         | 70   | 38 | 20 | 10 | 8  | 53 | 24 | +29  | Acceso a Promoción de ascenso para no campeones |
| 3    | C. D. Toledo              | 67   | 38 | 19 | 10 | 9  | 51 | 33 | +18  | Acceso a Promoción de ascenso para no campeones |
| 4    | U. D. Las Palmas Atlético | 66   | 38 | 17 | 15 | 6  | 60 | 27 | +33  | Acceso a Promoción de ascenso para no campeones |
| 5    | Bilbao Athletic           | 65   | 38 | 19 | 8  | 11 | 59 | 38 | +21  |                                                 |
| 6    | C. F. Fuenlabrada         | 64   | 38 | 17 | 13 | 8  | 51 | 38 | +13  |                                                 |
| 7    | S. D. Huesca              | 63   | 38 | 18 | 9  | 11 | 52 | 43 | +9   |                                                 |
| 8    | Barakaldo C. F.           | 60   | 38 | 16 | 12 | 10 | 48 | 37 | +11  |                                                 |
| 9    | Real Madrid C. F. "C" (D) | 56   | 38 | 16 | 8  | 14 | 66 | 54 | +12  | Descenso a Tercera División                     |
| 10   | S. D. Amorebieta          | 55   | 38 | 15 | 10 | 13 | 55 | 54 | +1   |                                                 |
| 11   | U. B. Conquense           | 53   | 38 | 15 | 8  | 15 | 47 | 53 | −6   |                                                 |
| 12   | Real Sociedad "B"         | 51   | 38 | 13 | 12 | 13 | 41 | 38 | +3   |                                                 |
| 13   | C. D. Tudelano            | 46   | 38 | 10 | 16 | 12 | 45 | 50 | −5   |                                                 |
| 14   | Getafe C. F. "B"          | 46   | 38 | 13 | 7  | 18 | 37 | 48 | −11  |                                                 |
| 15   | Real Unión Club           | 44   | 38 | 11 | 11 | 16 | 34 | 42 | −8   |                                                 |
| 16   | Atlético de Madrid "B"    | 41   | 38 | 10 | 11 | 17 | 43 | 48 | −5   | Acceso a Promoción de permanencia               |
| 17   | C. D. Laudio (D)          | 37   | 38 | 10 | 7  | 21 | 42 | 66 | −24  | Descenso a Tercera División                     |
| 18   | C. D. Puerta Bonita (D)   | 36   | 38 | 7  | 15 | 16 | 35 | 52 | −17  | Descenso a Tercera División                     |
| 19   | Peña Sport F. C. (D)      | 23   | 38 | 5  | 8  | 25 | 17 | 60 | −43  | Descenso a Tercera División                     |
| 20   | C. D. Sariñena (D)        | 22   | 38 | 4  | 10 | 24 | 17 | 58 | −41  | Descenso a Tercera División                     |

 Fuente: BDFutbol
Criterios de clasificación: Puntos · Enfrentamientos directos · Diferencia de goles · Goles a favor · Play-off
Notas:
1. ↑  El Real Madrid C. F. "C" descendió por arrastre a Tercera división tras el descenso del Real Madrid Castilla de Segunda División.[5]

#### Resultados
| Local \ Visitante      | Amo | AtM | Bar | Bil | Con | Fue | Get | Hue | LPA | Lau | Leg | PSp | PBo | RMa | RUn | RSo | Sar | Ses | Tol | Tud |
| ---------------------- | --- | --- | --- | --- | --- | --- | --- | --- | --- | --- | --- | --- | --- | --- | --- | --- | --- | --- | --- | --- |
| SD Amorebieta          | —   | 1–1 | 1–1 | 2–1 | 4–0 | 0–2 | 3–1 | 1–2 | 0–2 | 3–1 | 0–0 | 3–0 | 2–2 | 4–3 | 3–1 | 3–1 | 4–0 | 2–4 | 1–3 | 2–2 |
| Atlético de Madrid "B" | 0–3 | —   | 0–0 | 1–2 | 2–1 | 2–2 | 1–0 | 2–3 | 0–1 | 3–1 | 1–0 | 4–0 | 3–0 | 0–1 | 1–1 | 1–0 | 1–2 | 1–2 | 1–0 | 2–2 |
| Barakaldo CF           | 1–2 | 2–1 | —   | 0–1 | 2–1 | 0–0 | 1–0 | 1–3 | 1–0 | 4–2 | 1–1 | 3–1 | 4–0 | 1–1 | 0–0 | 0–2 | 3–0 | 1–0 | 1–0 | 1–2 |
| Bilbao Athletic        | 5–0 | 1–0 | 2–0 | —   | 1–0 | 2–0 | 2–1 | 3–0 | 2–2 | 2–2 | 3–2 | 2–0 | 4–0 | 2–2 | 1–1 | 0–1 | 3–0 | 3–1 | 0–2 | 3–3 |
| UB Conquense           | 4–2 | 2–2 | 1–0 | 1–0 | —   | 1–1 | 2–2 | 2–0 | 2–2 | 3–0 | 0–1 | 2–1 | 2–2 | 2–0 | 1–0 | 0–1 | 1–0 | 2–1 | 3–1 | 3–1 |
| CF Fuenlabrada         | 3–0 | 2–1 | 1–1 | 1–0 | 1–0 | —   | 1–0 | 2–1 | 0–0 | 1–2 | 1–1 | 1–0 | 1–1 | 2–1 | 0–1 | 3–1 | 1–1 | 0–1 | 2–1 | 1–1 |
| Getafe CF "B"          | 1–3 | 0–4 | 1–4 | 2–1 | 3–1 | 1–2 | —   | 2–1 | 1–0 | 2–0 | 0–2 | 2–0 | 1–0 | 2–1 | 0–0 | 1–2 | 1–0 | 0–3 | 0–0 | 1–2 |
| SD Huesca              | 1–1 | 4–1 | 1–0 | 3–0 | 3–1 | 1–2 | 3–1 | —   | 1–3 | 3–2 | 1–0 | 2–0 | 2–0 | 1–1 | 0–2 | 1–0 | 1–0 | 1–1 | 0–0 | 2–1 |
| Las Palmas Atlético    | 1–1 | 2–1 | 0–0 | 2–2 | 0–1 | 1–1 | 0–0 | 2–0 | —   | 2–0 | 1–1 | 4–0 | 1–0 | 3–0 | 1–1 | 3–0 | 2–0 | 2–2 | 1–0 | 2–0 |
| CD Laudio              | 0–1 | 4–1 | 1–1 | 2–4 | 0–0 | 1–4 | 2–0 | 2–1 | 1–1 | —   | 2–1 | 2–0 | 2–5 | 2–0 | 1–2 | 1–2 | 1–0 | 0–2 | 0–2 | 2–2 |
| CD Leganés             | 4–0 | 1–0 | 3–0 | 1–0 | 2–0 | 0–0 | 2–1 | 2–0 | 2–0 | 2–0 | —   | 3–1 | 1–0 | 0–1 | 2–1 | 0–1 | 1–0 | 0–0 | 1–1 | 3–0 |
| Peña Sport FC          | 1–0 | 0–1 | 1–0 | 2–3 | 1–1 | 1–1 | 0–2 | 0–0 | 2–2 | 0–2 | 0–1 | —   | 0–1 | 0–2 | 0–0 | 0–3 | 1–0 | 0–1 | 0–0 | 3–1 |
| CD Puerta Bonita       | 0–0 | 0–0 | 1–2 | 0–0 | 0–1 | 0–2 | 1–2 | 1–1 | 0–0 | 1–0 | 0–0 | 0–1 | —   | 1–1 | 2–1 | 1–0 | 0–1 | 1–2 | 3–1 | 1–1 |
| Real Madrid CF "C"     | 3–0 | 0–0 | 2–3 | 1–0 | 4–1 | 3–2 | 0–2 | 1–4 | 1–2 | 2–0 | 2–4 | 3–0 | 1–1 | —   | 2–0 | 2–0 | 6–0 | 5–2 | 5–0 | 0–3 |
| Real Unión Club        | 0–0 | 2–0 | 1–2 | 1–0 | 1–0 | 2–0 | 0–3 | 1–1 | 0–1 | 2–0 | 3–1 | 2–0 | 1–3 | 1–3 | —   | 1–1 | 2–1 | 0–1 | 1–2 | 1–3 |
| Real Sociedad "B"      | 0–2 | 1–0 | 2–2 | 0–1 | 4–1 | 3–0 | 0–0 | 0–1 | 0–0 | 1–1 | 0–0 | 0–0 | 1–1 | 2–3 | 3–0 | —   | 0–0 | 0–0 | 2–2 | 3–0 |
| CD Sariñena            | 0–0 | 1–1 | 0–2 | 0–1 | 0–1 | 1–4 | 0–0 | 0–0 | 0–1 | 0–1 | 0–4 | 2–0 | 2–2 | 1–1 | 1–0 | 1–1 | —   | 1–2 | 0–1 | 1–3 |
| Sestao River Club      | 2–0 | 1–1 | 0–1 | 1–0 | 4–1 | 5–0 | 1–1 | 4–1 | 1–0 | 2–1 | 1–3 | 1–0 | 3–2 | 3–1 | 1–1 | 2–1 | 2–0 | —   | 1–3 | 1–1 |
| CD Toledo              | 1–0 | 2–1 | 2–2 | 0–0 | 4–2 | 0–0 | 2–0 | 1–1 | 2–0 | 3–0 | 1–0 | 2–0 | 2–2 | 2–0 | 1–0 | 1–2 | 2–0 | 3–0 | —   | 1–0 |
| CD Tudelano            | 0–1 | 1–1 | 0–0 | 1–2 | 0–0 | 0–4 | 1–0 | 0–1 | 1–3 | 1–1 | 1–1 | 1–1 | 3–0 | 1–1 | 0–0 | 3–0 | 1–1 | 1–0 | 1–0 | —   |

#### Máximos goleadores
| Pos. | Jugador         | Equipo              | Goles |
| ---- | --------------- | ------------------- | ----- |
| 1.º  | Jito            | Sestao River Club   | 25    |
| 2.º  | Germán Beltrán  | CD Laudio           | 15    |
| 2.º  | Carlos Álvarez  | CD Leganés          | 15    |
| 2.º  | Mariano         | Real Madrid CF "C"  | 15    |
| 5.º  | Héctor Figueroa | Las Palmas Atlético | 14    |
| 5.º  | Rufino          | CD Toledo           | 14    |
| 5.º  | Pachón          | C .F. Fuenlabrada   | 14    |

### Grupo III

#### Clasificación
| Pos. | Equipo                  | Pts. | PJ | G  | E  | P  | GF | GC | Dif. | Clasificación                                   |
| ---- | ----------------------- | ---- | -- | -- | -- | -- | -- | -- | ---- | ----------------------------------------------- |
| 1    | U. E. Llagostera (A)    | 69   | 38 | 19 | 12 | 7  | 61 | 36 | +25  | Acceso a Promoción de ascenso para campeones    |
| 2    | C. E. L'Hospitalet      | 68   | 38 | 19 | 11 | 8  | 61 | 32 | +29  | Acceso a Promoción de ascenso para no campeones |
| 3    | Lleida Esportiu         | 68   | 38 | 19 | 11 | 8  | 52 | 35 | +17  | Acceso a Promoción de ascenso para no campeones |
| 4    | Gimnàstic de Tarragona  | 67   | 38 | 18 | 13 | 7  | 52 | 37 | +15  | Acceso a Promoción de ascenso para no campeones |
| 5    | C. D. Atlético Baleares | 66   | 38 | 19 | 9  | 10 | 53 | 36 | +17  |                                                 |
| 6    | Elche Ilicitano C. F.   | 64   | 38 | 18 | 10 | 10 | 60 | 41 | +19  |                                                 |
| 7    | C. D. Alcoyano          | 64   | 38 | 17 | 13 | 8  | 52 | 34 | +18  |                                                 |
| 8    | R. C. D. Espanyol "B"   | 54   | 38 | 14 | 12 | 12 | 43 | 45 | −2   |                                                 |
| 9    | Huracán Valencia C. F.  | 52   | 38 | 14 | 10 | 14 | 40 | 38 | +2   |                                                 |
| 10   | C. D. Olímpic de Xàtiva | 52   | 38 | 13 | 13 | 12 | 37 | 35 | +2   |                                                 |
| 11   | Villarreal C. F. "B"    | 51   | 38 | 15 | 6  | 17 | 45 | 42 | +3   |                                                 |
| 12   | C. F. Reus Deportiu     | 51   | 38 | 14 | 9  | 15 | 38 | 49 | −11  |                                                 |
| 13   | C. F. Badalona          | 46   | 38 | 11 | 13 | 14 | 38 | 39 | −1   |                                                 |
| 14   | U. E. Olot              | 45   | 38 | 12 | 9  | 17 | 47 | 60 | −13  |                                                 |
| 15   | U. E. Sant Andreu       | 44   | 38 | 11 | 11 | 16 | 33 | 44 | −11  |                                                 |
| 16   | Valencia C. F. Mestalla | 40   | 38 | 11 | 7  | 20 | 39 | 53 | −14  | Acceso a Promoción de permanencia               |
| 17   | A. E. Prat (D)          | 38   | 38 | 9  | 11 | 18 | 31 | 45 | −14  | Descenso a Tercera División                     |
| 18   | Levante U. D. "B" (D)   | 36   | 38 | 9  | 9  | 20 | 42 | 50 | −8   | Descenso a Tercera División                     |
| 19   | C. D. Constancia (D)    | 34   | 38 | 7  | 13 | 18 | 23 | 52 | −29  | Descenso a Tercera División                     |
| 20   | Ontinyent C. F. (D)     | 27   | 38 | 7  | 6  | 25 | 34 | 69 | −35  | Descenso a Tercera División                     |

 Fuente: BDFutbol
Criterios de clasificación: Puntos · Enfrentamientos directos · Diferencia de goles · Goles a favor · Play-off

#### Resultados
| Local \ Visitante      | Alc | AtB | Bad | Con | EIl | Esp | Gim | Hur | Lev | LHo | Lla | Lle | Oli | Olo | Ont | Pra | Reu | SAn | Val | Vil |
| ---------------------- | --- | --- | --- | --- | --- | --- | --- | --- | --- | --- | --- | --- | --- | --- | --- | --- | --- | --- | --- | --- |
| CD Alcoyano            | —   | 0–0 | 2–3 | 2–0 | 2–0 | 2–2 | 2–0 | 1–0 | 2–1 | 1–1 | 0–1 | 0–1 | 2–0 | 0–0 | 4–1 | 1–0 | 2–1 | 3–0 | 2–1 | 3–1 |
| CD Atlético Baleares   | 1–1 | —   | 1–1 | 0–0 | 2–1 | 2–0 | 1–1 | 2–1 | 2–1 | 1–2 | 2–1 | 2–0 | 0–0 | 2–0 | 4–0 | 2–1 | 3–0 | 1–0 | 3–1 | 2–0 |
| CF Badalona            | 2–0 | 0–1 | —   | 2–0 | 1–1 | 3–1 | 2–0 | 2–0 | 1–1 | 0–0 | 2–3 | 1–3 | 1–2 | 1–0 | 1–1 | 0–0 | 3–0 | 0–0 | 2–1 | 0–1 |
| CE Constància          | 1–0 | 0–1 | 1–0 | —   | 1–1 | 0–1 | 1–1 | 0–0 | 1–2 | 2–1 | 0–3 | 0–0 | 1–3 | 2–1 | 2–1 | 0–0 | 1–1 | 3–1 | 0–3 | 0–3 |
| Elche Ilicitano CF     | 2–0 | 3–2 | 2–0 | 3–0 | —   | 3–1 | 1–1 | 3–0 | 3–1 | 0–0 | 2–2 | 2–1 | 1–0 | 3–2 | 1–0 | 1–0 | 3–0 | 2–0 | 3–1 | 1–1 |
| RCD Espanyol "B"       | 0–4 | 1–1 | 0–0 | 2–0 | 2–2 | —   | 1–1 | 1–0 | 2–1 | 2–2 | 1–2 | 0–0 | 0–0 | 1–1 | 4–3 | 1–0 | 2–0 | 1–0 | 4–2 | 0–0 |
| Gimnàstic de Tarragona | 3–1 | 0–3 | 3–1 | 3–0 | 2–0 | 1–0 | —   | 3–1 | 2–1 | 2–1 | 1–0 | 1–2 | 3–2 | 1–1 | 1–1 | 3–0 | 2–2 | 0–0 | 2–1 | 2–0 |
| Huracán Valencia CF    | 0–0 | 2–1 | 0–1 | 0–0 | 4–0 | 1–0 | 1–1 | —   | 1–0 | 0–0 | 1–1 | 2–0 | 2–1 | 2–0 | 3–1 | 1–2 | 1–0 | 0–0 | 2–0 | 1–0 |
| Levante UD "B"         | 2–2 | 1–0 | 0–1 | 2–0 | 1–5 | 1–3 | 1–2 | 2–2 | —   | 0–1 | 1–1 | 0–1 | 0–0 | 1–1 | 1–0 | 1–1 | 1–2 | 1–1 | 2–0 | 3–1 |
| CE L'Hospitalet        | 0–1 | 5–2 | 1–1 | 0–1 | 3–1 | 2–0 | 2–0 | 1–0 | 1–1 | —   | 2–1 | 1–1 | 2–0 | 3–2 | 3–0 | 2–0 | 1–2 | 0–0 | 1–0 | 3–2 |
| UE Llagostera          | 1–1 | 3–0 | 2–2 | 2–2 | 1–0 | 3–2 | 0–0 | 1–2 | 2–1 | 1–0 | —   | 2–1 | 3–3 | 5–0 | 2–1 | 2–1 | 3–1 | 2–0 | 3–1 | 2–0 |
| Club Lleida Esportiu   | 2–2 | 1–1 | 1–1 | 2–0 | 1–0 | 1–2 | 0–0 | 2–0 | 3–0 | 1–4 | 2–0 | —   | 0–0 | 3–2 | 5–0 | 2–1 | 3–2 | 1–0 | 1–0 | 1–2 |
| CD Olímpic de Xàtiva   | 2–2 | 0–1 | 1–0 | 0–0 | 1–0 | 1–1 | 2–2 | 0–0 | 2–1 | 0–1 | 0–0 | 0–0 | —   | 1–4 | 2–0 | 2–0 | 1–0 | 0–0 | 2–0 | 1–0 |
| UE Olot                | 1–1 | 1–0 | 1–0 | 4–2 | 0–4 | 1–0 | 1–2 | 3–2 | 3–4 | 2–1 | 1–0 | 0–2 | 1–0 | —   | 3–1 | 1–3 | 2–3 | 1–1 | 0–3 | 0–0 |
| Ontinyent CF           | 0–0 | 0–1 | 3–2 | 1–1 | 0–0 | 3–1 | 1–0 | 0–3 | 2–0 | 1–3 | 1–2 | 1–2 | 1–2 | 1–2 | —   | 0–3 | 0–1 | 0–1 | 0–0 | 0–2 |
| AE Prat                | 0–1 | 2–1 | 0–0 | 0–0 | 0–2 | 0–1 | 0–1 | 1–3 | 2–1 | 0–5 | 0–0 | 1–1 | 2–0 | 0–0 | 1–3 | —   | 3–0 | 2–0 | 0–2 | 0–1 |
| CF Reus Deportiu       | 2–0 | 2–2 | 0–0 | 0–0 | 1–1 | 0–0 | 0–1 | 1–1 | 1–0 | 2–1 | 0–3 | 1–2 | 3–1 | 3–1 | 1–0 | 1–2 | —   | 1–0 | 1–0 | 2–1 |
| UE Sant Andreu         | 1–1 | 2–1 | 3–1 | 1–0 | 3–2 | 0–1 | 1–0 | 2–1 | 0–1 | 2–2 | 1–1 | 3–1 | 1–0 | 2–1 | 2–3 | 0–0 | 0–1 | —   | 1–2 | 2–1 |
| Valencia CF Mestalla   | 1–3 | 1–0 | 2–0 | 2–0 | 0–0 | 2–1 | 2–2 | 3–0 | 1–2 | 0–3 | 0–0 | 0–0 | 0–3 | 0–3 | 2–1 | 2–2 | 0–0 | 2–1 | —   | 0–1 |
| Villarreal CF "B"      | 0–1 | 1–2 | 1–0 | 3–1 | 4–1 | 0–1 | 1–2 | 2–0 | 4–2 | 0–0 | 1–0 | 1–2 | 0–2 | 0–0 | 1–2 | 1–1 | 2–0 | 4–1 | 2–1 | —   |

#### Máximos goleadores
| Pos. | Jugador          | Equipo               | Goles |
| ---- | ---------------- | -------------------- | ----- |
| 1.º  | Carlos           | UE Olot              | 16    |
| 2.º  | Mata             | Club Lleida Esportiu | 15    |
| 3.º  | Rayco            | CD Alcoyano          | 13    |
| 3.º  | Chumbi           | Valencia CF Mestalla | 13    |
| 5.º  | Abraham          | CF Badalona          | 13    |
| 5.º  | Cristian Herrera | Elche Ilicitano CF   | 13    |
| 5.º  | David Haro       | CE L'Hospitalet      | 13    |
| 5.º  | Juanto           | Villarreal CF "B"    | 13    |
| 5.º  | Corominas        | UE Olot              | 13    |

### Grupo IV

#### Clasificación
| Pos. | Equipo                        | Pts. | PJ | G  | E  | P  | GF | GC | Dif. | Clasificación                                   |
| ---- | ----------------------------- | ---- | -- | -- | -- | -- | -- | -- | ---- | ----------------------------------------------- |
| 1    | Albacete Balompié (A)         | 82   | 38 | 25 | 7  | 6  | 62 | 30 | +32  | Acceso a Promoción de ascenso para campeones    |
| 2    | La Hoya Lorca C. F.           | 79   | 38 | 23 | 10 | 5  | 62 | 22 | +40  | Acceso a Promoción de ascenso para no campeones |
| 3    | F. C. Cartagena               | 73   | 38 | 21 | 10 | 7  | 59 | 35 | +24  | Acceso a Promoción de ascenso para no campeones |
| 4    | Cádiz C. F.                   | 71   | 38 | 21 | 8  | 9  | 75 | 38 | +37  | Acceso a Promoción de ascenso para no campeones |
| 5    | C. D. Guadalajara             | 69   | 38 | 20 | 9  | 9  | 57 | 33 | +24  |                                                 |
| 6    | Granada C. F. "B"             | 58   | 38 | 17 | 7  | 14 | 65 | 47 | +18  |                                                 |
| 7    | R. B. Linense                 | 56   | 38 | 16 | 8  | 14 | 51 | 42 | +9   |                                                 |
| 8    | U. D. Melilla                 | 55   | 38 | 15 | 10 | 13 | 47 | 45 | +2   |                                                 |
| 9    | Lucena C. F.                  | 55   | 38 | 15 | 10 | 13 | 42 | 45 | −3   |                                                 |
| 10   | C. P. Cacereño                | 53   | 38 | 15 | 8  | 15 | 43 | 49 | −6   |                                                 |
| 11   | Córdoba C. F. "B"             | 45   | 38 | 12 | 9  | 17 | 42 | 50 | −8   |                                                 |
| 12   | C. D. El Palo                 | 45   | 38 | 12 | 9  | 17 | 35 | 47 | −12  |                                                 |
| 13   | U. D. Almería "B"             | 43   | 38 | 11 | 10 | 17 | 42 | 49 | −7   |                                                 |
| 14   | Sevilla Atlético              | 43   | 38 | 11 | 10 | 17 | 33 | 44 | −11  |                                                 |
| 15   | Arroyo C. P.                  | 43   | 38 | 11 | 10 | 17 | 38 | 47 | −9   |                                                 |
| 16   | Algeciras C. F. (D)           | 43   | 38 | 9  | 16 | 13 | 39 | 45 | −6   | Acceso a Promoción de permanencia               |
| 17   | La Roda C. F.                 | 40   | 38 | 10 | 10 | 18 | 39 | 46 | −7   |                                                 |
| 18   | San Fernando C. D. (D)        | 39   | 38 | 9  | 12 | 17 | 36 | 60 | −24  | Descenso a Tercera División                     |
| 19   | Atlético Sanluqueño C. F. (D) | 34   | 38 | 10 | 4  | 24 | 34 | 68 | −34  | Descenso a Tercera División                     |
| 20   | Écija Balompié (D)            | 23   | 38 | 6  | 5  | 27 | 38 | 87 | −49  | Descenso a Tercera División                     |

 Fuente: BDFutbol
Criterios de clasificación: Puntos · Enfrentamientos directos · Diferencia de goles · Goles a favor · Play-off
Notas:
1. ↑  La Roda C. F. conservó su plaza en Segunda B tras abonar la cantidad necesaria para cubrir la vacante dejada por el C. D. Puertollano al no poder hacer frente al aval para competir en la categoría de bronce.[6]

#### Resultados
| Local \ Visitante      | Alb | Alg | Alm | Arr | AtS | Cac | Cád | Car | Cór | Éci | ElP | Gra | Gua | LaH | LaR | Lin | Luc | Mel | SFe | Sev |
| ---------------------- | --- | --- | --- | --- | --- | --- | --- | --- | --- | --- | --- | --- | --- | --- | --- | --- | --- | --- | --- | --- |
| Albacete Balompié      | —   | 1–1 | 3–0 | 4–1 | 1–0 | 2–1 | 2–1 | 1–1 | 1–2 | 2–1 | 2–0 | 2–0 | 3–3 | 1–0 | 3–1 | 0–2 | 2–0 | 1–0 | 0–0 | 0–0 |
| Algeciras CF           | 1–0 | —   | 1–1 | 2–3 | 2–2 | 1–1 | 2–1 | 0–1 | 2–1 | 3–1 | 2–1 | 1–2 | 1–1 | 0–2 | 2–0 | 2–0 | 0–0 | 0–0 | 0–0 | 0–3 |
| UD Almería "B"         | 2–2 | 0–1 | —   | 2–1 | 1–4 | 2–0 | 3–0 | 2–2 | 0–0 | 3–0 | 0–1 | 1–2 | 1–1 | 0–1 | 0–3 | 0–1 | 3–1 | 2–3 | 2–1 | 0–0 |
| Arroyo CP              | 0–2 | 0–0 | 1–1 | —   | 3–0 | 0–1 | 0–0 | 1–1 | 0–2 | 2–1 | 2–0 | 1–1 | 1–0 | 0–2 | 2–1 | 0–0 | 3–0 | 2–0 | 0–0 | 2–1 |
| Atlético Sanluqueño CF | 0–1 | 2–1 | 0–1 | 1–1 | —   | 0–1 | 0–3 | 0–3 | 1–0 | 2–3 | 1–1 | 2–1 | 0–1 | 2–4 | 2–1 | 0–1 | 1–0 | 2–1 | 3–2 | 0–0 |
| CP Cacereño            | 1–4 | 2–3 | 1–1 | 1–0 | 2–0 | —   | 0–2 | 2–0 | 1–2 | 1–0 | 1–2 | 1–0 | 1–2 | 1–2 | 1–0 | 2–1 | 0–2 | 1–0 | 1–1 | 0–1 |
| Cádiz CF               | 4–0 | 1–0 | 3–0 | 3–1 | 2–0 | 3–4 | —   | 0–0 | 4–2 | 2–1 | 4–0 | 2–1 | 1–0 | 0–0 | 4–1 | 3–1 | 2–0 | 5–1 | 2–1 | 3–0 |
| FC Cartagena           | 0–2 | 2–2 | 1–0 | 3–2 | 2–1 | 1–0 | 1–1 | —   | 4–1 | 6–1 | 2–1 | 2–1 | 1–1 | 1–2 | 1–0 | 3–0 | 3–0 | 2–0 | 3–1 | 1–0 |
| Córdoba CF "B"         | 1–0 | 2–0 | 2–0 | 0–1 | 1–2 | 1–1 | 1–1 | 1–3 | —   | 1–0 | 3–1 | 0–2 | 0–1 | 0–1 | 1–1 | 1–2 | 0–1 | 1–2 | 1–1 | 1–0 |
| Écija Balompié         | 0–2 | 0–0 | 0–1 | 2–1 | 0–3 | 0–1 | 1–6 | 1–3 | 1–4 | —   | 2–0 | 1–4 | 1–2 | 0–2 | 2–0 | 0–5 | 0–2 | 2–1 | 2–1 | 1–3 |
| CD El Palo             | 0–2 | 2–0 | 2–0 | 0–1 | 3–0 | 3–3 | 1–0 | 1–2 | 1–1 | 0–0 | —   | 2–0 | 1–2 | 0–0 | 2–1 | 0–0 | 0–2 | 1–0 | 3–1 | 1–0 |
| Granada CF "B"         | 1–2 | 2–2 | 3–2 | 4–3 | 1–0 | 3–1 | 3–3 | 0–0 | 1–1 | 6–1 | 1–1 | —   | 1–1 | 1–0 | 1–2 | 1–0 | 3–1 | 7–0 | 3–0 | 2–0 |
| CD Guadalajara         | 1–2 | 2–2 | 1–0 | 1–0 | 2–1 | 4–0 | 1–0 | 1–1 | 3–0 | 5–1 | 1–0 | 1–0 | —   | 1–1 | 3–1 | 1–2 | 1–1 | 0–1 | 5–0 | 1–0 |
| La Hoya Lorca CF       | 0–0 | 2–1 | 1–2 | 0–0 | 4–0 | 1–1 | 3–0 | 3–0 | 4–0 | 4–0 | 3–1 | 1–0 | 2–1 | —   | 1–1 | 4–3 | 1–0 | 1–0 | 4–0 | 0–0 |
| La Roda CF             | 2–0 | 0–0 | 1–0 | 2–0 | 4–0 | 1–2 | 1–4 | 2–0 | 1–1 | 1–1 | 0–0 | 0–2 | 0–1 | 0–2 | —   | 2–2 | 3–0 | 0–0 | 1–1 | 2–0 |
| RB Linense             | 0–2 | 1–0 | 0–1 | 1–0 | 3–0 | 1–0 | 1–2 | 0–1 | 1–2 | 3–0 | 1–2 | 2–0 | 0–1 | 2–2 | 1–1 | —   | 1–2 | 1–1 | 3–1 | 2–0 |
| Lucena CF              | 1–3 | 2–1 | 1–1 | 3–2 | 3–1 | 0–0 | 1–0 | 0–0 | 0–2 | 2–1 | 1–1 | 1–3 | 1–0 | 0–0 | 1–0 | 2–2 | —   | 2–2 | 4–0 | 1–0 |
| UD Melilla             | 1–3 | 1–0 | 2–2 | 1–1 | 3–1 | 0–1 | 1–1 | 2–1 | 0–0 | 3–0 | 2–0 | 4–1 | 3–1 | 1–0 | 1–0 | 1–2 | 1–0 | —   | 2–0 | 0–0 |
| San Fernando CD        | 1–3 | 2–2 | 2–0 | 2–0 | 1–0 | 3–5 | 1–1 | 2–0 | 2–1 | 0–0 | 2–0 | 1–0 | 2–1 | 0–1 | 1–0 | 2–2 | 0–2 | 0–0 | —   | 0–0 |
| Sevilla Atlético       | 0–1 | 1–1 | 0–5 | 2–0 | 4–0 | 0–0 | 2–1 | 0–1 | 3–2 | 0–0 | 2–0 | 2–1 | 0–2 | 2–1 | 1–2 | 0–1 | 2–2 | 1–6 | 3–1 | —   |

#### Máximos goleadores
| Pos. | Jugador     | Equipo            | Goles |
| ---- | ----------- | ----------------- | ----- |
| 1.º  | Quique      | CD Guadalajara    | 24    |
| 2.º  | Rubén Cruz  | Albacete Balompié | 23    |
| 2.º  | Airam       | Cádiz CF          | 23    |
| 3.º  | Juan Villar | Cádiz CF          | 18    |
| 3.º  | Javi Gómez  | Lucena CF         | 18    |
| 3.º  | Fernando    | FC Cartagena      | 18    |

## Promoción de ascenso a Segunda División
- Se clasifican los siguientes equipos a la promoción de ascenso:

| Pos                                              | Grupo I          | Grupo II            | Grupo III              | Grupo IV          |
| ------------------------------------------------ | ---------------- | ------------------- | ---------------------- | ----------------- |
| 1º                                               | Real Racing Club | Sestao River Club   | UE Llagostera          | Albacete Balompié |
| 2º                                               | Racing de Ferrol | CD Leganés          | CE L'Hospitalet        | La Hoya Lorca CF  |
| 3º                                               | Real Avilés CF   | CD Toledo           | Club Lleida Esportiu   | FC Cartagena      |
| 4º                                               | CD Guijuelo      | Las Palmas Atlético | Gimnàstic de Tarragona | Cádiz CF          |
| En negrita equipos que suben a Segunda División. |                  |                     |                        |                   |

## Promoción de permanencia
- Se clasifican los siguientes equipos a la promoción de permanencia:

| Caudal Deportivo                                      | Atlético de Madrid "B" | Valencia CF Mestalla | Algeciras CF |
| En negrita equipos que descienden a Tercera División. |                        |                      |              |

## Resumen
Ascienden a Segunda división:
| - Albacete Balompié | - Club Deportivo Leganés | - Unió Esportiva Llagostera | - Real Racing Club de Santander |

Descienden a Tercera división: 
| Grupo I - Club Deportivo Ourense - Caudal Deportivo - Sociedad Deportiva Logroñés - Sociedad Deportiva Noja | Grupo II - Real Madrid Club de Fútbol "C" - Club Deportivo Laudio - Club Deportivo Puerta Bonita - Peña Sport Fútbol Club - Club Deportivo Sariñena | Grupo III - Associació Esportiva Prat - Levante Unión Deportiva "B" - Club Esportiu Constància - Ontinyent Club de Fútbol | Grupo IV - Algeciras Club de Fútbol - San Fernando Club Deportivo - Atlético Sanluqueño Club de Fútbol - Écija Balompié |

Campeón de Segunda División B:
| - ALBACETE BALOMPIÉ |

## Copa del Rey
Los cinco primeros clasificados de cada grupo, exceptuando a los filiales, y los cinco siguientes equipos con mejor puntuación en todos los grupos se clasifican para la siguiente edición de la Copa del Rey. La plaza de los filiales la ocupan los siguientes equipos mejor clasificados.
El Racing de Santander no participó por sanción y su plaza la ocupa el siguiente equipo mejor clasificado de su grupo.